# تاليا بلسم
تاليا بلسم (بالإنجليزية: Talia Balsam)‏ ممثلة تلفزيون وأفلام أمريكية ولدت في يوم 5 مارس 1959 في مدينة نيويورك في الولايات المتحدة، تاليا بلسم هي ابنة الممثل مارتن بلسم والممثلة جويس فان باتن والزوجة السابقة للمخرج والممثل الأمريكي جورج كلوني وحالياً هي زوجة المخرج والممثل جون سلاتري، ولديها طفل منهُ.

## السيرة الذاتية

### بداية حياتها
بلسم ولدت في نيويورك من الممثل مارتن بلسم والممثلة جويس فان باتن، وقد كان خالها ديك فان باتن أيضاً ممثل وخالها الآخر تيم فان باتن أيضاً ممثل ومخرج، دخلت إلى مدرسة داخلية في توسون (أريزونا) في سنين مراهقتها.

### حياتها الشخصية
في سنة 1989 تزوجت من الممثل المخرج جورج كلوني وتطلقت منه في سنة 1993، وقد قال كلوني عنها أنها لم تكن الزوجة المناسبة له ولم يشعر بالراحة معها، وفي سنة 1998 تزوجت من المخرج جون سلاتري ولديها ابن منه.

## المهنة
بدأت في العمل كممثلة منذ سنة 1977 ومثلت في عدة أفلام ومسلسلات منها مسلسل ماجنوم بي آي في سنة 1980 ومسلسل قانون ونظام في سنة 1990 ومسلسل ماد من في 2007 ومسلسل دون أثر في 2009 ومسلسل أرض الوطن في 2013 وفلم دون شروط في 2011.

## روابط خارجية
- تاليا بلسم على موقع IMDb (الإنجليزية)
- تاليا بلسم على موقع الموسوعة البريطانية (الإنجليزية)
- تاليا بلسم على موقع ألو سيني (الفرنسية)
- تاليا بلسم على موقع أول موفي (الإنجليزية)
- تاليا بلسم على موقع قاعدة بيانات برودواي على الإنترنت (الإنجليزية)
- تاليا بلسم على موقع قاعدة بيانات الأفلام السويدية (السويدية)
- تاليا بلسم على موقع إن إن دي بي (الإنجليزية)
- تاليا بلسم على موقع قاعدة بيانات الفيلم (الإنجليزية)
- تاليا بلسم على موقع كينوبويسك (الروسية)